# سانسور در اسرائیل
سانسور در اسرائیل به‌طور رسمی توسط سانسور نظامی اسرائیل انجام می‌شود، واحدی در دولت اسرائیل که رسماً وظیفه اجرای سانسور پیشگیرانه در مورد انتشار اطلاعاتی را دارد که ممکن است بر امنیت اسرائیل اثر بگذارد. این نهاد توسط سانسور کننده ارشد اسرائیل، که یک مقام نظامی منصوب وزیر دفاع اسرائیل است، اداره می‌شود که به سانسور کننده ارشد این اختیار را می‌دهد تا اطلاعاتی را که به نظر او آسیب زا بداند از انتشار عمومی در رسانه‌ها سرکوب کند، مانند برنامه تسلیحات هسته ای اسرائیل و عملیات نظامی اسرائیل در خارج از مرزهایش. به‌طور متوسط، سالانه ۲۲۴۰ مقاله مطبوعاتی در اسرائیل توسط سانسور نظامی اسرائیل سانسور می‌شود که تقریباً ۲۴۰ مورد آن به‌طور کامل و حدود ۲۰۰۰ مقاله به‌طور جزئی است.
مقالات مربوط به موضوعات بالقوه بحث‌برانگیز باید از قبل برای سانسورچی نظامی اسرائیل ارسال شود. عدم انجام این کار ممکن است باعث شود که خبرنگار حق خود را برای کار به عنوان روزنامه‌نگار در اسرائیل از دست بدهد و در مورد خبرنگاران خارجی، از ورود به کشور منع شود.

## سانسور مطبوعات
گزارش گزارشگران بدون مرز در مورد اسرائیل بیان می‌کند که "تحت سانسور نظامی اسرائیل، گزارش کردن در مورد موضوعات مختلف امنیتی نیاز به تایید قبلی توسط مقامات دارد. علاوه بر احتمال شکایت مدنی افترا، روزنامه نگاران همچنین ممکن است به تهمت مجرمانه و "توهین به یک مقام دولتی" متهم شوند. یک قانون آزادی اطلاعات وجود دارد اما گاهی اوقات اجرای آن دشوار است. محرمانه بودن منابع توسط قانون قانونی محافظت نمی‌شود.
هر روزنامه‌نگاری که در داخل اسرائیل کار می‌کند موظف است از سوی دفتر مطبوعاتی دولت اسرائیل تأیید صلاحیت شود. این دفتر مجاز به رد درخواست‌ها بر اساس ملاحظات سیاسی یا امنیتی است.
پس از بحران دیپلماتیک قطر در سال ۲۰۱۷، اسرائیل با بستن دفتر شبکه مستقر در قطر الجزیره در بیت‌المقدس، لغو کارت‌های مطبوعاتی، و درخواست از پخش کننده‌های کابلی و ماهواره ای برای عدم پخش برنامه‌های آن، اقداماتی را برای ممنوع کردن این شبکه انجام داد. آویگدور لیبرمن، وزیر دفاع، برخی از گزارش‌های الجزیره را پروپاگاندا به سبک آلمان نازی توصیف کرده بود. مشخص نیست که آیا این اقدامات شامل الجزیره انگلیسی که کمتر تندرو تلقی می‌شود می‌شد یا خیر.
در سال ۲۰۲۰، اسرائیل رتبه ۸۸ را در فهرست جهانی آزادی مطبوعات دارد.

### سانسور مطبوعات فلسطین
گزارشگران بدون مرز نگرانی جدی در مورد رفتار با روزنامه نگاران در اسرائیل، به ویژه روزنامه نگاران فلسطینی، مطرح کرده‌اند. آنها در مورد اسرائیل گفته‌اند: "[...] روزنامه نگاران در معرض خصومت آشکار اعضای دولت قرار دارند. کمپین‌های توهین آمیز علیه رسانه‌ها و روزنامه نگاران توسط سیاستمداران با کمک حزب و حامیان آنها انجام شده‌است و اهداف را در معرض آزار و اذیت قرار می‌دهند و پیام‌های ناشناس و اجبار آنها به دنبال حفاظت شخصی است. […] نیروهای دفاعی اسرائیل اغلب حقوق روزنامه‌نگاران فلسطینی را نقض می‌کنند، به‌ویژه زمانی که آنها تظاهرات یا درگیری‌ها را در کرانه باختری یا نوار غزه پوشش می‌دهند»

#### کشتن خبرنگاران
در سال ۲۰۱۹، کریستف دلور، مدیر کل گزارشگران بدون مرز، پس از آن که دو روزنامه‌نگار در حین پوشش یک تظاهرات به ضرب گلوله نیروهای دفاعی اسرائیل در غزه کشته شدند ، اسرائیل را به جنایات جنگی متهم کرد. در مصاحبه با جروزالم پست، دلور گفت که «زمانی که اسرائیل به آن روزنامه نگاران شلیک کرد، این کار عمدی بود… روزنامه نگاران را می‌توان به وضوح به عنوان روزنامه نگار، با دوربین و ژاکت شان شناسایی کرد و این اتفاق نمی‌تواند تصادفی باشد.»

## فیلم‌های ممنوعه
اسرائیل تمامی فیلم‌های تولید شده در آلمان را از سال ۱۹۵۶ تا ۱۹۶۷ ممنوع کرد
- ۱۹۵۷: دختر در کرملین ممنوع شد زیرا ممکن بود به روابط دیپلماتیک اسرائیل با مسکو آسیب برساند.[۱۵]
- ۱۹۵۷: دروازه چین به دلیل اعمال ظلم بیش از حد در اسرائیل ممنوع شد. هیئت سانسور فیلم اسرائیل نشان داد که این فیلم سربازان چینی و روسی را به عنوان «هیولا» نشان می‌دهد.[۱۶]
- ۱۹۶۵: گلدفینگر به مدت شش هفته اجرا شد تا این که گذشته نازی گرت فروبه که نقش شرور عنوان را بازی می‌کرد با اینکه او حزب را در سال ۱۹۳۷ ترک کرده بود فاش شد،[۱۷] با این حال این ممنوعیت زمانی که یک خانواده یهودی علناً از او برای پنهان کردن دو یهودی آلمانی از گشتاپو در طول جنگ جهانی دوم تشکر کردند رفع شد.
- ۱۹۷۳: هیتلر: ده روز آخر در یک تصمیم متفق القول توسط هیئت سانسور مبنی بر این که هیتلر الک گینس را بیش از حد انسانی نشان می‌داد ممنوع شد.[۱۸]
- ۱۹۸۸: آخرین وسوسه مسیح اثر مارتین اسکورسیزی به این دلیل ممنوع شد که می‌تواند به احساسات ایمانداران مسیحی در سرزمین مقدس آسیب برساند.[۱۹] دادگاه عالی اسرائیل بعداً این تصمیم را لغو کرد.[۲۰]
- ۲۰۰۲: جنین، جنین توسط هیئت رتبه‌بندی فیلم اسرائیل به این مبنا که افترا آمیز است و ممکن است برای مردم زننده باشد، ممنوع شد. دادگاه عالی اسرائیل بعداً این تصمیم را لغو کرد.[۲۱]